# Máy tính Bác Tô
Máy tính Bác Tô là một mẫu máy tính 12-bit do Viện Nghiên cứu Công nghệ Quốc gia Việt Nam nghiên cứu và chế tạo từ năm 1986 đến năm 1988. Trước khi đi vào sản xuất hàng loạt, toàn bộ tài liệu và sản phẩm mẫu của dự án đã bị huỷ hoại trong một vụ hoả hoạn, dẫn đến thiệt hại nghiêm trọng về của cải và đặt dấu chấm hết cho quá trình phát triển.

## Phát triển
Vào năm 1986, Viện Nghiên cứu Công nghệ Quốc gia Việt Nam (Viện NCCNQG, nay là Viện Ứng dụng Công nghệ) đã bắt đầu một đề án quan trọng nhằm sản xuất máy tính nội địa. Đề án được đầu tư bởi Bộ Giáo dục và được giao cho Phòng Tin học của Viện Vi điện tử trực thuộc Viện NCCNQG, do Giáo sư Chu Hảo dẫn đầu. Trong bối cảnh lúc bấy giờ, việc nghiên cứu và tiếp cận công nghệ mới được nhận định là rất khó khăn vì những ảnh hưởng của chính sách cấm vận của Hoa Kỳ đối với Việt Nam. Tuy vậy, vào năm 1988, qua nhiều cách thức, Viện NCCNQG đã mua được một dây chuyền sản xuất máy tính, đặt ở tầng hai Bảo tàng Lịch sử Việt Nam. Nhờ dây chuyền này, trong cùng một năm, nhóm nghiên cứu đã phát triển được một sản phẩm mẫu và sản xuất thử nghiệm 100 chiếc.
Những sản phẩm này được gọi là "Máy tính Bác Tô" (theo tên gọi thân mật và bí danh của Thủ tướng Phạm Văn Đồng). Sau khi sản xuất thành công các sản phẩm thử nghiệm, nhận thấy chưa đạt yêu cầu, nhóm tiếp tục nghiên cứu thiết kế bo mạch chủ và được phép thuê Đài Loan sản xuất.

## Phần cứng và phần mềm
Máy tính Bác Tô được trang bị CPU 12-bit của Hitachi, RAM Dynamic, ổ đĩa 1.44 inch, bàn phím, EPROM cùng bo mạch do Viện NCCNQG thiết kế và lắp ráp. Toàn bộ phần mềm cho máy vận hành được viết bởi các chuyên gia của Viện.

## Tai nạn
Một sự cố lớn đã xảy ra vào thời điểm quan trọng khi Viện Nghiên cứu Công nghệ Quốc gia bị cháy vào một đêm Chủ nhật năm 1988, đúng vào ngày các kỹ sư của Viện hoàn thiện thiết kế bo mạch chủ và in bản film, chuẩn bị chuyển sang Đài Loan vào hôm sau để sản xuất hàng loạt. Vụ hoả hoạn đã thiêu rụi tất cả tài liệu nghiên cứu và các hệ thống phần mềm, phần cứng của Viện, gây thiệt hại ước tính hàng trăm ngàn USD vào thời điểm đó.